# Alberto Nin Frías
Alberto Teodoro Antonino Augusto Nin Frías (n. 9 d'octubre de 1878, Montevideo - 27 de març de 1937, Suardi) fou un escriptor, professor, periodista i diplomàtic uruguaià.

## Biografia

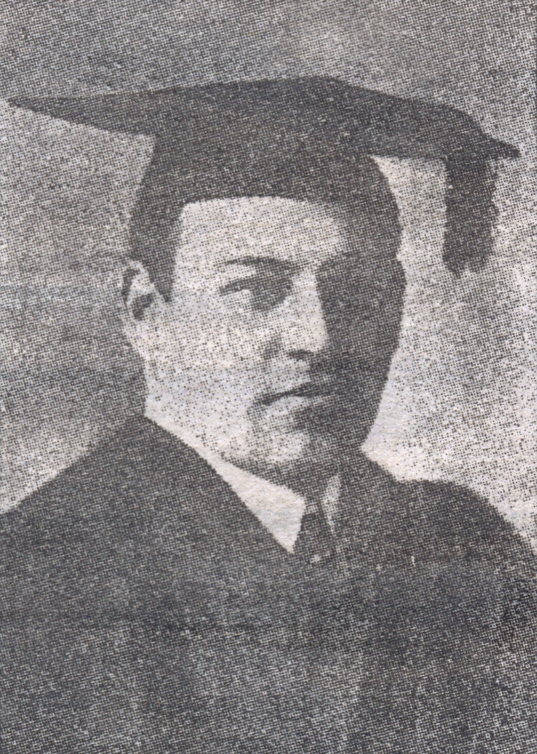
Alberto Nin Frías.

El seu pare, Alberto Nin, va ser un advocat membre de la Suprema Cort de Justícia de l'Uruguai, fundador de la càtedra de dret penal i diplomàtic a Europa. Essent fill d'un diplomàtic, va viure part de la seva infància i adolescència en diferents ciutats del món, entre les quals es troben Londres (en la qual es va radicar amb vuit anys), i posteriorment Brussel·les i Berna.
Tornà a Montevideo cap al 1898, on treballà com a professor, bibliotecari i periodista. Es va relacionar amb l'ambient cultural d'aquests anys, al costat de figures com Julio Herrera y Reissig, María Eugenia Vaz Ferreira, Carlos Vaz Ferreira, i José Enrique Rodó, entre d'altres.
Anys més tard va marxar en missions diplomàtiques a Washington DC, Rio de Janeiro, Santiago de Xile i Buenos Aires.
Morí en la pobresa en el petit poblat de Suardi, ubicat a la província de Santa Fe (Argentina), sota la protecció del cura d'origen espanyol Pedro Badanelli.

## Obra
La seva obra literària tracta temes tan variats com la literatura anglesa, l'arbre, la religió, Grècia, els costums i l'erotisme. El seu llibre Alexis o el significado del temperamento homosexual és possiblement la seva obra més coneguda, amb 15.000 exemplars venuts.
Després de més de sis dècades des de la seva mort, la seva vida i obra literària, especialment la relacionada amb l'homoerotisme, han començat a ser objecte d'estudi i anàlisi. Algunes de les seves obres són citades en llibres com Historias de la vida privada en el Uruguay (1998) d'Hugo Achugar, Amor y transgresión (2001) de José Pedro Barrán, La degeneración del 900 (2005) de Carla Giaudrone, o l'obra de ficció Diario de un demócrata moribundo (2006) de Fernando Loustaunau.

El 2007 la Comuna de Suardi li va brindar un homenatge en el qual es va descobrir una placa que resa: 
| « | Captivar per la dolçor. Créixer sempre en la veritat i en el bell. Atreure pel noble exemple, l'esplendor de pensar, la puresa d'una fe i l'imant de la bondat. | » |

### Obra literària
- Ensayos de crítica e historia (dos toms, 1904, 1906)
- El cristianismo del punto de mira intelectual (1908)
- Estudios religiosos (1909)
- Carta a un amigo escéptico (1910)
- El árbol (1910)
- La fuente envenenada (1911)
- La novela del renacimiento y otros relatos (1911)
- Sordello Andrea (Novela de la vida interior) (1912)
- Marcos, amador de la belleza (1913)
- Como me allegué a Cristo (1917)
- Un huerto de manzanos (1919)
- El carácter inglés y la novela (1924)
- Alexis o el significado del temperamento urano (1932)
- Homosexualismo creador (1933)
- El culto al árbol (1933)
- Tres expresiones del espíritu andaluz (1935)
- Alexis o el significado del temperamento homosexual (reedició ampliada del seu llibre de 1933, editat el 1935)